# Rosdorf (Holstein)
Rosdorf (niederdeutsch: Rosdörp) ist eine Gemeinde im Kreis Steinburg in Schleswig-Holstein. Sie liegt im Süden des Naturparks Aukrug.

## Geografie

### Geografische Lage
Das Gemeindegebiet von Rosdorf erstreckt sich am Flusslauf der Stör etwa 3 km nördlich von Kellinghusen im Naturraum der Heide-Itzehoer Geest (Haupteinheit Nr. 693), eines der schleswig-holsteinischen Geestgebiete.

### Ortsteile
Siedlungsgeografisch besteht die Gemeinde aus mehreren Ortsteilen. Neben dem für die Gemeinde namenstiftenden Dorf liegen auch die Häusergruppen Karlshof und Schäferkathe als weitere sogenannte Wohnplätze im Gemeindegebiet.

### Nachbargemeinden
Das Gemeindegebiet von Rosdorf wird unmittelbar umschlossen von jenen der Gemeinden:
|              | Oeschebüttel                                | Rade       |
| Lockstedt    | Kompassrose, die auf Nachbargemeinden zeigt | Störkathen |
| Mühlenbarbek | Kellinghusen                                |            |

## Politik

### Gemeindevertretung
Bei der Kommunalwahl am 14. Mai 2023 wurden insgesamt neun Sitze vergeben. Diese fielen erneut alle an die Kommunale Wählervereinigung Rosdorf. Die Wahlbeteiligung betrug 60,7 %.

### Wappen
Blasonierung: „In Rot das silberne holsteinische Nesselblatt, belegt mit drei ausgerissenen grünen Tannen mit schwarzem Stamm und schwarzen Wurzeln.“
Die heutige Gemeinde Rosdorf besteht aus dem Dorf Rosdorf und dem Forstgutsbezirk Rostorf, der zum Besitz der gräflichen Familie Rantzau gehört und der Gemeinde ihren großen Waldreichtum verschafft. Die Tannen im Nesselblatt verdeutlichen deshalb die charakteristischen ausgedehnten Waldungen des Ortsgebietes, die von der gräflichen Försterei am Ort betreut werden.

## Verkehr
Die Gemeinde Rosdorf liegt an der schleswig-holsteinischen Landesstraße 123, die in Verlängerung der Landesstraße 115 in Kellinghusen einen Anschluss an der Bundesstraße 206 hat, sowie bei Hohenwestedt an der Bundesstraße 430.
Direkter Zugang im öffentlichen Personennahverkehr (ÖPNV) besteht durch den Verkehr eines Linientaxis innerhalb des Hamburger Verkehrsverbunds (Linie 6191) zwischen Kellinghusen und Hohenwestedt. Der nächstgelegene Anschluss an den Regionalverkehr im Nahverkehrsverbund Schleswig-Holstein besteht am Bahnhof in Wrist an der Bahnstrecke Hamburg-Altona–Kiel.

## Bilder

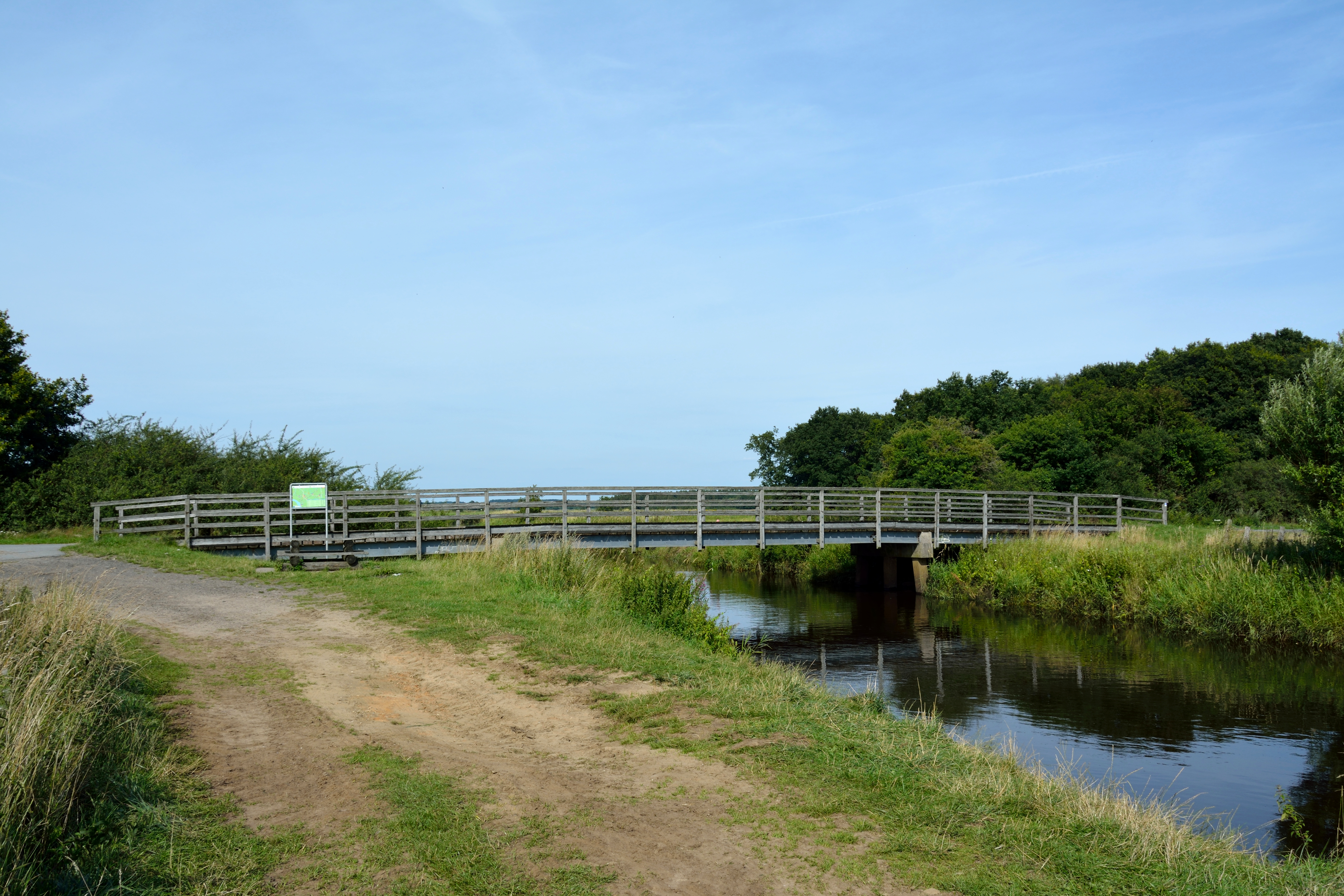
Die Störbrücke in Rosdorf